# Alfa Romeo 890T
L'Alfa Romeo 890T è stato l'ultimo motore di Formula 1, utilizzato dall'Alfa Romeo nell'omonimo campionato.

## Descrizione e storia
Aveva la caratteristica di essere sovralimentato, dunque beneficiava di una pressione dell'aria nei condotti d'aspirazione, superiore a quella atmosferica. All'epoca (1983-1988) i motori di Formula 1 potevano essere progettati sia sfruttando la pressione atmosferica (con cilindrata massima 3000 cm³), che sistemi di incremento della stessa tramite sovralimentazione (cilindrata massima 1500 cm³).
Sostanzialmente, quasi tutti i propulsori della massima serie, nati in negli anni ottanta, vennero concepiti per sfruttare la tecnologia turbo che garantisce prestazioni superiori rispetto ai normali motori ad aspirazione naturale.
A differenza degli altri motori turbo dell'epoca (a 4 o 6 cilindri), l'890T era più frazionato, essendo un 8 cilindri. In teoria a parità di cilindrata, avrebbe sforzato meno il gruppo termico (pistoni, bielle e albero a gomiti), in quanto le sollecitazioni erano distribuite su più superfici, anziché concentrate su organi sì più grandi, ma il cui lavoro era più oneroso.
Questa scelta inoltre, avrebbe garantito una migliore equilibratura delle forze e dei momenti di inerzia, oltre a rendere il motore più elastico, ossia più pronto nel fornire potenza ai bassi regimi, che era uno dei talloni di Achille dei motori turbocompressi almeno sino al 1985.
Questo propulsore però era soggetto ad alcuni problemi, come la facilità nel surriscaldarsi e la scarsa affidabilità, e alcuni svantaggi come il maggiore peso e ingombro rispetto ad un sei cilindri.
La scelta iniziale dei turbocompressori (realizzati dalla Alfa Avio, anch'essa del gruppo IRI), non fu delle migliori sia in termini di affidabilità che di risposta. Successivamente saranno adottate turbine della tedesca AG Kühnle, Kopp & Kausch (KKK). Oltre a denunciare un peso eccessivo (che riduceva la prontezza del motore a bassi regimi), erano anch'esse soggette a surriscaldamenti, e frequentemente si incendiavano per le temperature d'esercizio troppo elevate. I danni più frequenti erano la fusione della testata col monoblocco, e i cuscinetti dei turbocompressori che si bruciavano.
Progettato dall'Ing.Chiti, venne poi modificato, tenendo invariata la struttura di base, dall'Ing.Tonti per la stagione 1985, senza arrivare però all'affidabilità desiderata e neppure alla potenza necessaria.
Dopo il ritiro dell'Alfa Romeo dal campionato di Formula 1, nel 1985, è stato utilizzato dalla Osella fino al 1988, anno in cui fu denominato su richiesta FIAT con il nome di "Osella V8", anziché Alfa Romeo. Dal 1989 il motore turbo fu bandito dalla FIA e abbandonato.
Nonostante l'890T non abbia mai brillato per le sue doti di affidabilità, è riuscito ad ottenere alcune prestazioni interessanti come alcuni piazzamenti a podio e permise a Andrea De Cesaris di condurre la gara per alcuni giri al Gran Premio del Belgio 1983.
L'insuccesso del motore dipese da alcuni fattori. Prima di tutto la mancanza di competitività delle vetture allestite dalla Euroracing tra il 1983 e il 1985 e dagli elevati consumi che la penalizzarono dal 1984, quando venne introdotta la limitazione della quantità di carburante utilizzabile. Innumerevoli volte le vetture Alfa Romeo furono costrette a fermarsi o rallentare vistosamente nelle fasi finali di gara per terminare la gara.
Va anche detto che il progetto inizialmente molto "autarchico" prevedeva oltre a turbine italiane, anche un sistema di iniezione semi-elettronica sviluppato dall'Alfa Romeo, che ebbe grossi problemi e dovette essere sostituito da un sistema Bosch. La casa tedesca però fornì sostanzialmente un sistema derivato dalla serie, mentre per i motori BMW usati dalla Brabham e TAG-Porsche usati da McLaren erano sviluppati sistemi specifici assai avanzati. Addirittura l'Osella preferì ad un certo punto sviluppare una iniezione elettronica realizzata da una piccola casa italiana la JOFA.
La sua cilindrata era di 1496 cm³. Era un motore a V, e disponeva di otto cilindri, quattro per bancata. Fu l'unico 8 cilindri turbo della storia della Formula 1 e con una delle più basse cilindrate unitarie della storia.
L'impianto di sovralimentazione, era costituito da due turbocompressori, ognuno dei quali veniva alimentato dagli scarichi di una singola bancata.
La distribuzione, prevedeva quattro valvole per cilindro, comandate da un doppio albero a camme in testa, azionati da una cascata di ingranaggi.
Il peso del motore si attestava attorno ai 127 chilogrammi.
La potenza erogata invece, era di circa 640 cavalli per la versione da gara del 1983, mentre nel 1984 crebbe a 670, fino ai 700 cavalli (sempre in gara) del 1985. la potenza scese negli anni successivi per la limitazione imposta dalla FIA alla pressione di sovralimentazione (4 bar nel 1986 e 2,5 bar nel 1988).